# 山本朋広
山本 朋広（やまもと ともひろ、1975年6月20日 - ）は、日本の政治家。自由民主党所属の元衆議院議員（5期）。
文部科学大臣政務官・復興大臣政務官（第2次安倍改造内閣・第3次安倍内閣）、内閣府大臣政務官（第3次安倍内閣）、防衛副大臣・内閣府副大臣（第3次安倍第3次改造内閣・第4次安倍内閣、第4次安倍再改造内閣）を歴任した。

## 来歴
京都府京都市左京区生まれ（現住所は神奈川県鎌倉市大船6丁目）。京都府立北稜高等学校卒業。関西大学商学部商学科を卒業後、京都大学大学院法学研究科に入学し、村松岐夫に師事した。2000年、京都大学で修士号を取得した後、松下政経塾に入塾。2001年7月よりアメリカ合衆国ジョージタウン大学で客員研究員を務めた。2003年、松下政経塾を卒塾。
2005年、自由民主党の候補者公募に合格し、自民党では全国最年少で京都2区支部長に就任する。同年の第44回衆議院議員総選挙に自民党公認で京都2区から立候補。松下政経塾の先輩にあたる民主党の前原誠司に僅差で敗れたが、重複立候補していた比例近畿ブロックにおいて初当選を果たした。
2009年の第45回衆議院議員総選挙に自民党公認で再び京都2区から立候補したが、前原に5万票超の大差をつけられ惨敗し、比例近畿ブロックでも及ばず落選した。
2011年1月、自民党神奈川4区支部長に就任し、事実上京都2区から神奈川4区に国替えした。2012年の第46回衆議院議員総選挙に自民党公認で神奈川4区から立候補し、みんなの党前職の浅尾慶一郎に敗れたが、比例南関東ブロックで2期目の当選をし、3年3ヶ月ぶりに国政に復帰した。
2014年、第2次安倍改造内閣で文部科学大臣政務官・復興大臣政務官に任命された。同年12月の第47回衆議院議員総選挙に自民党公認で再び神奈川4区から立候補し、無所属で立候補した浅尾に敗れたが比例南関東ブロックで3期目の当選を果たした。
2015年6月25日、「平成三十二年東京オリンピック競技大会・東京パラリンピック競技大会特別措置法」の施行により、初代のオリパラ担当の大臣政務官として内閣府大臣政務官を兼務する。
2017年8月、防衛副大臣（第17代）・内閣府副大臣に任命された。
同年10月の第48回衆議院議員総選挙に自民党公認で三たび神奈川4区から立候補し、立憲民主党の新人、早稲田夕季に敗れるも比例南関東ブロックにおいて4期目の当選を果たす。無所属の浅尾は早稲田にも山本にも及ばなかった。
2017年11月、防衛副大臣（第18代）・内閣府副大臣に再び任命された。
2018年10月、自民党国防部会長（第54代）に就任。対外的な発信を心掛けていたことで、部会長としては珍しく、度々、その発言が報道された。「人物・発言」欄を参照。
2019年9月、防衛副大臣（第20代）・内閣府副大臣に就任。
2021年10月31日、第49回衆議院議員総選挙では、自民党公認で四たび神奈川4区から立候補し、当選した立憲民主党の早稲田に19000票、次点の無所属浅尾にも16000票以上離される3位に終わるものの、比例南関東ブロックで5期目の当選を果たした。
2021年11月、自民党文部科学部会長に就任。
2023年7月、次期衆議院総選挙となる第50回衆議院議員総選挙の自民党候補者となる神奈川4区の支部長に就任した。後述の問題を受けて、支部長選任が保留されていたが、山本が党神奈川県連に「（世界平和統一家庭連合）と今後関係を持たない」とする誓約書を提出した事で、県連より支部長選任が上申されていた。なお、いずれの選挙でも小選挙区では勝てず、比例重複による復活当選に留まっている事から「次期は比例重複を申請しない」念書も提出したとされるが、実際の第50回衆議院議員総選挙では、比例重複立候補となった。
2024年10月15日、総選挙が公示され、神奈川4区からは山本、立憲民主党現職の早稲田、日本維新の会新人の加藤千華、参政党新人の津野照久の計4人が立候補した。自民党は裏金問題や統一教会問題、10月23日に発覚した非公認候補への2000万円支給問題などで逆風が吹き荒れた。10月27日、総選挙執行。投票締め切りの20時直後に日本経済新聞は早稲田の当選確実を報じた。自民党は比例南関東ブロックで7議席を獲得。14番目の惜敗率（45.436％）だった山本は議席を失った。12月22日の自民党神奈川県連総務会で次期衆院選の神奈川4区支部長に山本を選任しない事を決定。

## 政策・主張

### 憲法
- 憲法改正について、2012年、2014年、2017年、2021年、2024年のアンケートで「賛成」と回答[22][23][24][25][26]。
- 9条改憲について、2014年の毎日新聞社のアンケートで「賛成」と回答[27]。憲法9条への自衛隊の明記について、2021年のアンケートで「賛成」と回答[28]。
- 改正すべき項目として「自衛隊の保持を明記する」「教育の充実に向けた環境整備を行う旨を明記する」「各都道府県から必ず1人は参議院議員を選出するよう明記する」「緊急事態に関する条項を新設する」と主張[25]。
- 2014年7月1日、政府は従来の憲法解釈を変更し、集団的自衛権の行使を容認することを閣議で決定[29]。この閣議決定を評価するかとの問いに対し、同年の朝日新聞社のアンケートで「大いに評価する」と回答[23]。集団的自衛権の行使に賛成かとの問いに対し、同年の毎日新聞社のアンケートで「賛成」と回答[27]。
- 憲法を改正し緊急事態条項を設けることについて、2021年の毎日新聞社のアンケートで「賛成」と回答[30]。

### 外交・安全保障
- 普天間基地の移設問題について、2012年の毎日新聞社のアンケートで「名護市辺野古に移設すべき」と回答[22]。
- 「政府が尖閣諸島を国有化したことを評価するか」との問いに対し、2012年の毎日新聞社のアンケートで「評価する」と回答[22]。
- 従軍慰安婦に対する旧日本軍の関与を認めた「河野談話」の見直し議論について、2014年の毎日新聞社のアンケートで「見直すべき」と回答[27]。
- 安全保障関連法の成立について、2017年のアンケートで「評価する」と回答[24]。
- 「他国からの攻撃が予想される場合には敵基地攻撃もためらうべきではない」との問題提起に対し、2021年のアンケートで「どちらとも言えない」と回答[25]。

### ジェンダー
- 選択的夫婦別姓制度の導入についての各メディアのアンケートの結果は以下のとおり。
  - 2017年 - 朝日新聞社には「どちらかといえば賛成」と回答[24]。
  - 2021年 - 朝日新聞社には「どちらとも言えない」と回答[25]。
  - 2024年 - NHKには「賛成」と回答[26]。

- 同性婚を可能とする法改正についての各メディアのアンケートの結果は以下のとおり。
  - 2017年 - 朝日新聞社には「どちらかといえば賛成」と回答[24]。
  - 2021年 - 朝日新聞社には「どちらとも言えない」と回答し[25]、NHKには回答しなかった[28]。「同性婚を制度として認めるべきだと考るか」との毎日新聞社のアンケートに対し、選択肢以外の回答をした[30]。
  - 2024年 - NHKには回答しなかった[26]。

- 「LGBTなど性的少数者をめぐる理解増進法案を早期に成立させるべきか」との問題提起に対し、2021年のアンケートで「賛成」と回答[25]。
- クオータ制の導入について、2021年、2024年のアンケートで回答しなかった[28][26]。

### その他
- アベノミクスについて、2014年、2017年の毎日新聞社のアンケートで「評価する」と回答[27][31]。
- 首相の靖国神社参拝について、2014年のアンケートで「賛成」と回答[23]。2017年のアンケートで「どちらとも言えない」と回答[24]。
- 森友学園への国有地売却をめぐる公文書改竄問題で、2021年5月6日、国は「赤木ファイル」の存在を初めて認めた[32]。しかし5月13日、菅義偉首相はファイルの存在を踏まえた再調査を行わない考えを報道各社に書面で示した[33]。9月の自民党総裁選挙で総裁に選出された岸田文雄も10月11日、衆議院本会議の代表質問で再調査の実施を否定した[34]。国の対応をどう考えるかとの同年の毎日新聞社のアンケートに対し「これ以上、調査や説明は必要ない」と回答[30]。
- 「原子力発電所は日本に必要だと思うか」との問いに対し、2014年の毎日新聞社のアンケートで「必要」と回答[27]。
- 「ドナルド・トランプ大統領を信頼できるか」との問いに対し、2017年の毎日新聞社のアンケートで「信頼できる」と回答[31]。
- 休眠預金活用を議員立法により成立させた[35]。
- 2013年11月26日、特定秘密保護法案の採決で賛成票を投じた[36]。
- 2007年6月14日、ワシントン・ポストに掲載されたアメリカ合衆国下院121号決議の全面撤回を求める広告「THE FACTS」の賛同者に名を連ねた[37]。

## 人物

### 統一教会との関係
- 2015年10月29日、世界平和統一家庭連合（旧統一教会）の関連団体、「世界平和連合」と「国際勝共連合」の太田洪量会長を議員会館の自室に招き入れ、要望を聞いたと自身のFacebookとTwitterで発表[38]。
- 2016年7月28日から31日にかけて、統一教会の関連団体「天宙平和連合（UPF）」主催の国際指導者会議がネパールのカトマンズで開催。山本は同会議に山際大志郎とともに参加した[39][40][41]。
- 2016年11月、世界平和国会議員連合（IAPP。天宙平和連合が同年2月に創設）の日本組織の創設大会が参議院議員会館で開催され、同大会に当時の閣僚5人を含む63人の国会議員が参加した。山本もその中に含まれていた[42][43]。
- 2017年2月、天宙平和連合は韓国のソウルで「第4回ワールドサミット」を開催[44]。同時に開催されたIAPPの総会に山本は武田良太や柳本卓治とともに参席し[42]、韓鶴子総裁から統一教会を国の宗教にするという「国家復帰指令」を受任した[45]。
- 同年5月14日、旧統一教会のイベント『孝情文化フェスティバル in TOKYO』に来賓として出席し、韓総裁にカーネーションの花束を贈呈した。「本日は母の日ということで私も皆様より一足お先にマザームーンに先程カーネーションの花束をプレゼントさせていただきました」と述べ、日本の教団内で最大級の賛辞を意味する「マザームーン」[注 1]という言葉を繰り返した[48]。また、その際の挨拶で「日頃より世界平和統一家庭連合の徳野会長、また世界平和連合の太田会長を始め本当に皆様には我々自民党に対して大変大きなお力をいただいていますことを改めて感謝を申し上げたいと思います。おかげさまで安倍政権も5年目を迎えまして『長期安定政権』そのように評価をいただいているところでございます」と述べた[49]。
- 同年7月、統一教会系の日刊紙「ワシントン・タイムズ」からの誘いを受け、山本、武田、竹本直一、鈴木克昌、御法川信英、穴見陽一ら国会議員団と元衆議院議員の大野功統、元自衛艦隊司令官の香田洋二は、教団幹部とともに渡米、外遊を行った[48][42]。統一教会系団体が開いたワシントンでの日米韓の国会議員会議で、一同は、日本の統一教会会長の徳野英治、国際勝共連合会長・世界平和連合会長の太田洪量、UPFジャパン新会長の梶栗正義ら教団幹部5人とともに記念撮影をした。会議に参加した関係者は、旅費や宿泊費は支払っていないと証言している[48]。山本は「ワシントン・タイムズ」本社で行われたビル・ガーツの講演を聴き、滞在中にTwitterを更新。投稿の中で「若い頃は、良く彼の記事を読んでは『へぇ〜』なんて思っていた」と明かした[50]。ワシントンでの会議後、一同はニューヨークに向かい、韓鶴子総裁主賓の超宗教フェスティバル「真の父母様マジソンスクエアガーデン大会」に参加した[48][45][51]。
- 2018年10月25日、「国際勝共連合創立50周年記念大会」がザ・キャピトルホテル 東急で開催。この集会にも出席した[52][42][53]。
- 同年10月、統一教会の関連団体の平和大使協議会は「アフリカビジョンセミナー」を神奈川県立かながわ労働プラザで開催。山本は山際と共に同セミナーに来賓として出席した[54][55]。
- 2022年7月8日、安倍晋三が奈良市で銃撃され死亡[56]。日本でも、7月11日午後から、統一教会と政治家との繋がりが大手メディアで取り沙汰されるようになった[57][58]。7月26日、自民党幹事長の茂木敏充は「旧統一教会と党は組織的な関係はない」と明言し[59]、教団のイベントで自民党が組織的な支援を受けていることを示唆した山本の発言との齟齬が生じた。7月29日、山本は自民党本部で取材陣に取り囲まれるが、回答を拒否。携帯電話を耳にあて「もしもし、もしもし、玄関？ もしもーし」と言いながら立ち去る姿がテレビなどで繰り返し流された[60][61]。8月2日、「自民党に対して大きな力をいただいている」の発言について、TBSに事務所は「相手方もあることですので、お答えを差し控えさせていただきます」と回答[62]。
- 8月4日、山本はTwitterを更新。同日午後に自民党本部で開かれた文部科学部会で議論した旨を記載し、「写真を撮り忘れました」と付記した[63]。ところが山本が実際は文部科学部会を欠席してたことが党関係者の証言から明らかとなり、同日夜、日本テレビの報道番組『news zero』はこれを報じた[64]。8月5日午前、衆議院文部科学委員会が開催され、理事である山本[65]も出席。閉会後、報道陣は山本を2か所の出口で待ち構えたが、山本は現れず、死角となった委員長席のとなりの裏口から、隣の委員室へと姿を消した[66]。委員室から出てきた山本がTBSの報道番組『news23』記者から「マザームーン」発言の真意を問うと「事務所の方を通していただいて、ご連絡いただければと思いますので」と答えた[62]。
- 8月19日、山本はJNN（TBS）からの質問状に回答した。「韓鶴子総裁をなぜマザームーンと呼んだのか」との問いに対し、「韓国語に明るくない当方は『ハン・ハクチャ』と呼んでいるのか『ハン・ハクジャ』と呼んでいるのか、良く分からなかった。挨拶の中で人の名前を言い間違えるのは大変失礼になるので、どうしたものかと控室で悩んでいたところ、関係者から英語での愛称もあると教えられたのが『マザームーン』だった」と答えた[67]。

### 防衛に関する発言
- 東京・市ヶ谷の防衛研究所で講演し、「せめて日本海で何が起きているかは、わが国でも（情報収集する）能力を持った方がいい」と述べ、日本政府として弾道ミサイル発射を探知する早期警戒衛星（SEW）導入の必要性を主張した[68]。
- 米露の中距離核戦力（INF）廃棄条約の失効を受けて、「米露中の新たな条約を作り、平和な世界を模索すべきだ」とのコメントを出し「世界で軍拡が進むのは到底歓迎できるものではない」と言い切った[69]。
- 自民党国防部会長時代には、韓国レーダー照射事件に対して、説明が二転三転する韓国側に対して度々、「嘘つきは泥棒の始まりではなく、泥棒(韓国)が嘘をついていただけだ」[70]、「仏の顔も三度。これだけ嘘をつかれたら、もう仏の顔は使い切った」と述べ、自民党内での強硬に対応すべきだとの意見の広がりのきっかけを作った[71]。長崎県対馬市の観音寺から盗まれ韓国に持ち込まれた仏像「観世音菩薩坐像」を韓国政府が日本に返還しない「対馬仏像盗難事件」を引き合いに出して説明した。
- 韓国のGSOMIA破棄に関しては、党国防部会長として「驚いたというよりあきれた。基本的価値観を共有できない北朝鮮や中国、ロシアを利することになる」。韓国に「仏の顔は使い切った!」などと自民党でさらに強まる独自制裁や防衛協力見直しの声のなか、「西側諸国にとどまる意思があるなら再考を強く促したい」として、強く翻意を迫った[72]。
- 2020年3月30日に海上自衛隊の護衛艦「しまかぜ」が東シナ海の公海上で中国籍の漁船が衝突する事故が発生。その日の夜、防衛省が確認途中の情報を自身のTwitterに投稿し、その後、削除した[73]。しかし、多くの報道機関が、それを非公表情報と誤解し報じたために国会質疑でも質問者が「内容をここで話すのは避けます」と言ったが、山本は答弁の中で「既に調整を済んでおりまして対外的にも公表している内容でありますので、ここの場で申し上げていただいても何の問題もございません。」と公表情報であること示した[74]。

### その他
- 防衛省は2020年3月2日、当時防衛副大臣だった山本が公務で都内に滞在する際に公費を支出し、防衛省共済組合の宿泊施設に泊まっていたことを公表。防衛大臣の記者会見で記者から「公費の返還を求めるということはないのか?」と問われ、河野太郎防衛相は「支出に瑕疵はなかったと思います。私が就任するまで、防衛省のルールでそれを認めていたということでしょうから、特に瑕疵はなかったわけですから、その必要は、私はないと思っております。」と答えた[75]。しかし、山本は国会の質疑の中で「他の政務三役との公平性（バランス）に欠く」と全額を返納すること明言した[76]。
- 2020年、永田町界隈で「きびだんご」ブームを巻き起こした。防衛副大臣として上司である河野防衛大臣に岡山出張のお土産として「きびだんご」を渡したことに端を発した。その後、北海道でも「きびだんボ（ご）」を入手し、お土産にすると多方面から東京にも「きびだんご」はあるとの指摘がなされるなど反響を呼んだ。同年の自民党総裁選でも菅義偉候補に「きびだんご」が渡り、菅候補が支援者に渡す一幕もあった[77]。
- 高校の同級生にお笑い芸人のチュートリアルの徳井義実（クラスメイト）と福田充徳がいる。

## 選挙
| 当落 | 選挙                   | 執行日         | 年齢 | 選挙区                  | 政党       | 得票数    | 得票率 | 定数 | 得票順位 /候補者数 | 政党内比例順位 /政党当選者数 |
| ---- | ---------------------- | -------------- | ---- | ----------------------- | ---------- | --------- | ------ | ---- | ------------------ | ---------------------------- |
| 比当 | 第44回衆議院議員総選挙 | 2005年09月11日 | 30   | 比例近畿（京都2区）     | 自由民主党 | 6万9330票 | 40.20% | 1    | 2/3                | 6/11                         |
| 落   | 第45回衆議院議員総選挙 | 2009年08月30日 | 34   | 京都2区                 | 自由民主党 | 4万2771票 | 24.32% | 1    | 2/5                | 35/9                         |
| 比当 | 第46回衆議院議員総選挙 | 2012年12月16日 | 37   | 比例南関東（神奈川4区） | 自由民主党 | 5万7542票 | 27.84% | 1    | 2/4                | 5/6                          |
| 比当 | 第47回衆議院議員総選挙 | 2014年12月14日 | 39   | 比例南関東（神奈川4区） | 自由民主党 | 6万1479票 | 32.49% | 1    | 2/4                | 7/8                          |
| 比当 | 第48回衆議院議員総選挙 | 2017年10月22日 | 42   | 比例南関東（神奈川4区） | 自由民主党 | 5万5700票 | 28.89% | 1    | 2/4                | 5/8                          |
| 比当 | 第49回衆議院議員総選挙 | 2021年10月31日 | 46   | 比例南関東（神奈川4区） | 自由民主党 | 4万7511票 | 23.48% | 1    | 3/5                | 8/9                          |
| 落   | 第50回衆議院議員総選挙 | 2024年10月27日 | 49   | 神奈川4区               | 自由民主党 | 4万4016票 | 23.4%  | 1    | 2/4                | 14/7                         |

## 所属団体・議員連盟
- ボーイスカウト振興国会議員連盟（理事・事務局次長）
- 日本会議国会議員懇談会
- 神道政治連盟国会議員懇談会
- みんなで靖国神社に参拝する国会議員の会
- 伝統と創造の会
- 自民党動物愛護管理推進議員連盟
- 再チャレンジ支援議員連盟
- 83会
- LGBTに関する課題を考える議員連盟
- 休眠預金活用推進議員連盟